# مهند الحلاق
مهند الحلاق (31 يوليو 1989) هو سياسي ألماني-عراقي، وأحد أعضاء الحزب الديمقراطي الحر.

## النشأة
ولد مهند الحلاق في ديالى - العراق، قدم إلى ألمانيا مع أسرته في عام 2000 عندما كان في الحادية عشر من عمره، واستقر في غرافناو في بافاريا.

## الحياة السياسية
انضم الحلاق إلى الحزب الديمقراطي الحر عام 2016. وكان مرشحًا في انتخابات البرلمان الأوروبي لعام 2019 في ألمانيا.

### عضو في البرلمان الألماني
في الانتخابات الفيدرالية الألمانية عام 2021، تنافس الحلاق على دائرة ديغيندورف وحصل على المركز السادس، وانتخاب على قائمة الدولة.
يعمل الحلاق ضمن لجنة البيئة وحماية الطبيعة والسلامة النووية وحماية المستهلك والمجلس الاستشاري البرلماني للتنمية المستدامة. بالإضافة إلى مهامه في اللجنة، فهو أيضًا عضو في مجموعة الصداقة البرلمانية للعلاقات مع الدول الناطقة بالعربية في الشرق الأوسط، والمسؤول عن الحفاظ على العلاقات البرلمانية مع البحرين، والعراق، واليمن، والأردن، وقطر، والكويت، ولبنان، وعُمان، والسعودية، وسوريا، والإمارات، وفلسطين.

## نشاطات أخرى
- المؤسسة الألمانية لحماية المستهلك (DSV)، وعضو مجلس الأمناء (منذ عام 2022).[9]